# Caldecott (Rutland)
Pour les articles homonymes, voir Caldecott.
Caldecott est un village et une paroisse civile du Rutland, en Angleterre.